# بانک ملی شعبه دانشگاه تهران
بانک ملی شعبه دانشگاه تهران یکی از شعب بانک ملی  واقع در خیابان انقلاب در مرکز تهران است که ساخت آن در سال ۱۳۳۸ به پایان رسیده‌است. ساختمان سه طبقه مستطیل شکل آنرا را معمار دانمارکی، یورن اوتزان طراحی کرده‌است که خصوصاً برای طراحی تالار اپرای سیدنی مشهور هست.

## ساختمان
در سال ۱۹۵۸ یورگن ساکسیلد (Jorgen Saxild) از بنیانگذاران شرکت مهندسی دانمارکی کمپساکس Kampsax از اوتزان برای طراحی یک شعبه از بانک ملی ایران در نزدیکی دانشگاه تهران در خیابان شاهرضا (که بعدها انقلاب نامیده شد) دعوت کرد. کمپساکس در خاورمیانه بسیار فعال بود (این شرکت از جمله سازنده راه‌آهن سراسری ایران در زمان رضا شاه بوده‌است) و هانس مانک هانسن را هم به عنوان معمار پروژه استخدام کرده بود. اوتزان که به نزدیکی با معماری اسلامی علاقه‌مند بود، این پروژه را علی‌رغم دستمزد ناچیز آن قبول کرد.
مانک هانسن که تجربه قابل توجهی از کار در خاورمیانه داشت، اوتزان را تشویق کرد که به طراحی آلوار آلتو در ساختمان صندوق بازنشستگی ملی فنلاند در هلسینکی و طراحی لو کوربوزیه در ساختمان دادگاه عالی چندی‌گر توجه کند. اوتزان به‌خصوص تحت تأثیر این اثر اخیر قرار گرفت و اعتقاد پیدا کرد که پروژه تهران به خطوط قوی (برجسته) نیاز دارد.

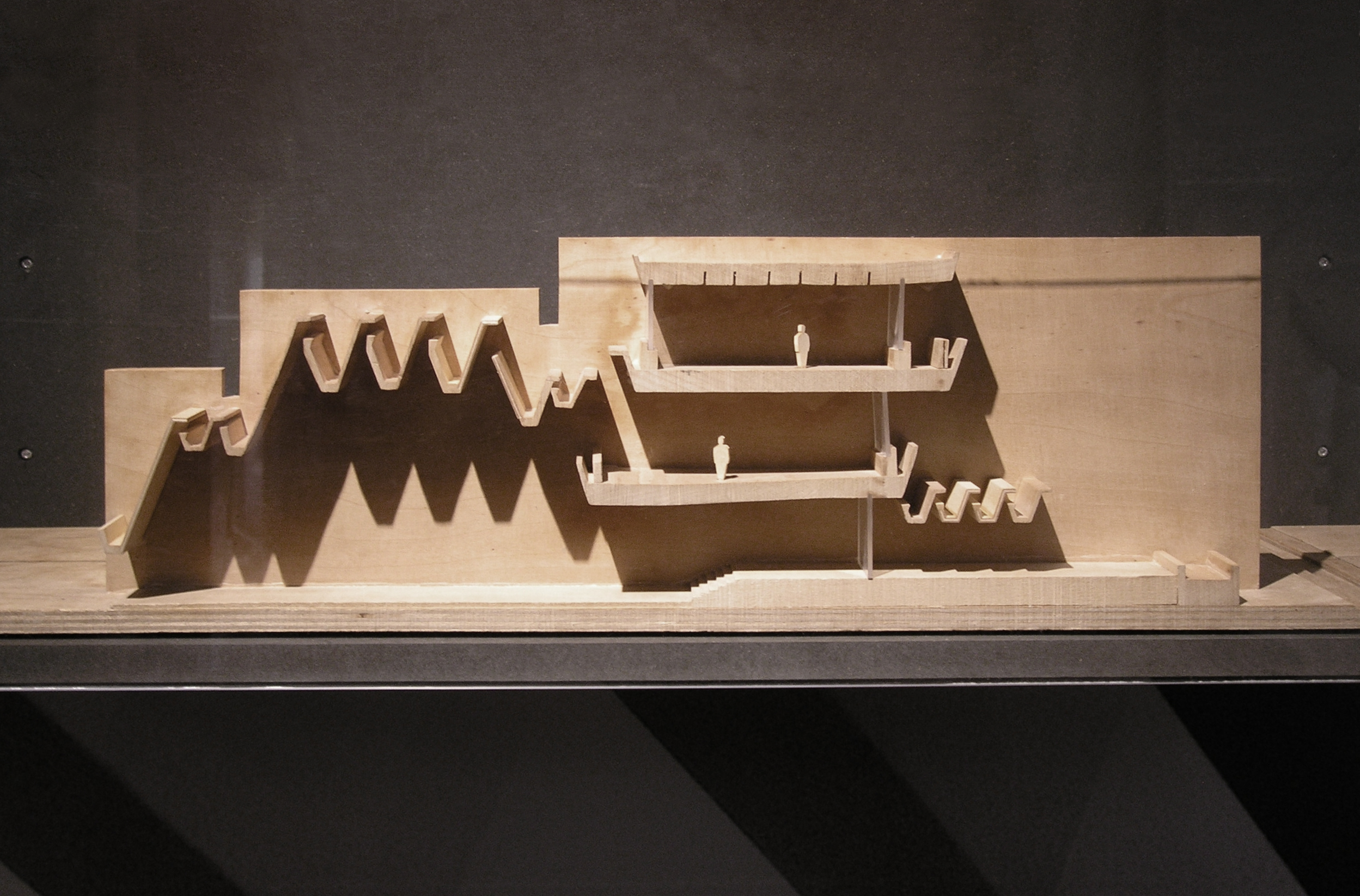
مدل اوتزان از شعبه بانک ملی

شعبه بانک در قطعه نسبتاً بزرگی با عرض ۲۶ متر در خیابانی پر رفت‌وآمد قرار دارد. این شعبه، یک سالن بزرگ و شماری دفتر (اتاق) اداری دارد. برای پاسخ دادن به این درخواست که ساختمان بانک باید از ساختمانهای اطراف متمایز باشد، اوتزان آن را در سکوی (پلتفرم) مرتفعی قرار داد که با دیوارهای جانبی از ساختمانهای کناری جدا شده‌است که یک ورودی مستطیل شکل تشکیل می‌دهد که یادآور بازارچه‌های ایتالیا (پیازا) هست. دو طبقه فوقانی از ساختمان سه طبقه که بخش‌های مدیریتی و خدمات اداری بانک را شامل می‌شوند با یک راه پله مارپیچ به صحن اصلی بانک متصل می‌شوند. یک بخش زیر سایه که با ستونهای وی شکل (V) مسقف شده، ورودی هنرمندانه به سالن بانک را تشکیل می‌دهد. تحت تأثیر ساختمان صندوق بازنشستگی آلوار آلتو، اوتزان سالن اصلی را به عنوان چشم‌اندازی از میزها و اتاقکها طراحی کرده‌است.
روشنایی سقفی ساختمان از ورودیهای نور بازار اصفهان الهام گرفته‌است که اوتزان در سال ۱۹۵۹ به آنجا مسافرت کرده بود. با الهام از پروژه آلتو برای یک نمایشگاه هنری در بغداد، سقف با تیرهای خمیده با عمقهای مختلف مشخص شده که نور از شیارهای باریک به آن وارد می‌شود و پس از انعکاس به داخل ساختمان وارد می‌شود. اوتزان می‌خواست که دیوارهای کناری ساختمان در قسمتهایی به شکل بتنی باقی بمانند اما مدتی پس از پایان پروژه، این بخش‌ها با سنگ تراورتن پوشش داده شدند. همچنین، سطوح خشن آجر سوراخدار که اوتزان برای بهبود صدا در ساختمان تجویز کرده بود، با پنلهای آکوستیک آمریکایی جایگزین شدند. این ساختمان با هدف انعطاف‌پذیری کامل در سازماندهی فضاها طراحی شده‌است.

## سرقت
خرداد ۱۴۰۱ همزمان با ایام تعطیل در ایران سارقان محتویات تعدادی از صندوق امانات این بانک را به سرقت بردند؛ آنها از ساختمانی که در نزدیکی بانک قرار داشت برای ورود به بانک استفاده کرده و تمامی دستگاه‌های ضبط تصاویر مدار بسته امنیتی بانک را با خود بردند. تجمع اعتراضی مال‌باختگان این صندوق‌های با برخورد خشونت‌آمیز نیروی انتظامی همراه شد.
سرقت حدود ساعت دو بامداد روز ۱۵ خرداد رخ داد، سارقان از در پارکینگ بانک وارد محوطه داخلی آن شده و پس از برش درهای ایمنی برای سرقت صندوق امانات ۱۲ ساعت داخل بانک بودند. ۱۳ نفر به اتهام این سرقت در ایران و خارج از ایران دستگیر شدند. خبر بازداشت این افراد روز ۲۰ خرداد منتشر شد.تعدادی از سارقان پیشتر به بانک سپه استان مازندران هم دستبرد زده بودند اما چند ماه بعد با قرار وثیقه آزاد شده بودند. ارزش اموال سرقت شده از بانک ملی حدود ۱۰۰۰ میلیارد تومان بود.